# Jiddu Pinheiro
Jiddu Bezerra Pinheiro de Souza (Belém, 27 de novembro de 1976) é um ator e diretor de cinema brasileiro. Ficou conhecido nacionalmente ao interpretar o malandro Beto, em Chiquititas (1997-1998).

## Carreira
Sua carreira na TV começou no SBT com papéis de destaque, como o jovem Daniel das Dornas, em As Pupilas do Senhor Reitor, e o malandro Beto, em Chiquititas Brasil. Teve uma passagem pela Rede Globo, no remake de Glória Perez da novela Pecado Capital, de Janete Clair que curiosamente, onze anos depois, no SBT protagonizaria outra novela de Janete Clair, dessa vez escrita por Iris Abravanel, Vende-se um Véu de Noiva, na qual foi Daniel Vilela, um jovem apaixonado pela arte e com seus sentimentos pela irmã (que na verdade não é sua irmã) confusos. No cinema participou de filmes como (filme), na pele de Tito e (filme) como Bruno, entre outros.
Em 2009, afastou-se da televisão para se dedicar ao cinema, como ator, roteirista e diretor, e para a coordenação do Centro cultural b_arco, em São Paulo, que fundou junto com seus irmão. O espaço disponibiliza centenas cursos anualmente nas áreas de artes, cinema e literatura. No cinema, além dos longas-metragens Falsa Loira (2007), de Carlos Reichenbach, e Hotel, Atlântico (2009), de Suzana Amaral, fez O Uivo da Gaita (2013), de Bruno Safadi e O Rio nos Pertence (2013), de Ricardo Pretti; Uma História de Amor e Fúria (2013), animação de Luiz Bolognesi; O Roubo da Taça (2016), de Caito Ortiz; O Animal Cordial (2018), de Gabriela Amaral Almeida e, mais recentemente, A Viagem de Pedro, de Laís Bodanski. Em 2016 fez sua estreia como roteirista e co-diretor no longa-metragem La Vingança.
Voltou a aparecer na TV em 2013, no seriado Passionais, atualmente disponível na Netflix. Mais recentemente integrou o elenco da minissérie Treze Dias Longe do Sol, na TV Globo, e das séries Psi e A Vida Secreta dos Casais, ambas na HBO.

## Vida pessoal
É irmão dos atores Thiago Pinheiro e Gabriel Pinheiro.

## Filmografia

### Televisão
| Ano  | Título                      | Personagem                | Notas                        |
| ---- | --------------------------- | ------------------------- | ---------------------------- |
| 2024 | Geração Chiquititas         | Ele mesmo                 |                              |
| 2022 | Vale dos Esquecidos         | Du                        |                              |
| 2021 | 5X Comédia                  | Cliente                   | Episódio: "Sexo Online"      |
| 2021 | Banalidade do Mal           | Daniel                    |                              |
| 2019 | Psi                         | Marião                    | 2 episódios                  |
| 2018 | Treze Dias Longe do Sol     | Dr. Marcelo               |                              |
| 2014 | Passionais                  | Maurício                  | Episódio: "Leito de Morte"   |
| 2014 | Passionais                  | Lúcio                     | Episódio: "Amarga Lua de Me" |
| 2009 | Vende-se um Véu de Noiva    | Daniel Vilela             |                              |
| 2008 | Revelação                   | Léo                       |                              |
| 2007 | Dance Dance Dance           | Ricardo                   |                              |
| 2005 | Os Ricos Também Choram      | Agustin                   |                              |
| 2004 | Seus Olhos                  | Jucê                      |                              |
| 1998 | Pecado Capital              | Válter Lisboa             |                              |
| 1997 | Chiquititas Brasil          | Roberto Correia (Beto)    | Temporadas 1-2               |
| 1995 | Sangue do Meu Sangue        | Lúcio (jovem)             |                              |
| 1995 | As Pupilas do Senhor Reitor | Daniel das Dornas (jovem) |                              |
| 1994 | Confissões de Adolescente   | Mauricinho de Barros      | Episódio: "A Eleição"        |
| 1992 | Você Decide                 | —                         | Episódio: "Pesadelo"         |

### Cinema
| Ano  | Título                  | Personagem                  |
| ---- | ----------------------- | --------------------------- |
| 2007 | Falsa Loura             | Tito                        |
| 2009 | Hotel Atlântico         | Léo                         |
| 2011 | O Muro                  | Alex                        |
| 2012 | Antes que o verão acabe | Mauro                       |
| 2012 | Mesa para Dois          |                             |
| 2013 | O Uivo da Gaita         | Pedro                       |
| 2013 | O Rio nos Pertence      | Mauro                       |
| 2016 | O Roubo da Taça         | Investigador nerd           |
| 2018 | O Animal Cordial        | Bruno                       |
| 2022 | A Viagem de Pedro       | Acompanhante de Dom Pedro I |

## Teatro[5]
| Ano       | Título                         |
| --------- | ------------------------------ |
| 1995      | Píramo e Tisbe                 |
| 1997      | Opus Profundum                 |
| 2002      | Os Sete Afluentes do Rio Ota   |
| 2003      | A Frente Fria que a Chuva Traz |
| 2006      | Carícias                       |
| 2006      | Ricardo III                    |
| 2010      | Noturnos                       |
| 2010      | Dois Irmãos                    |
| 2015-2016 | O Canal                        |
| 2024      | Vestido de Noiva               |
| 2025      | Finlândia                      |